# Mięsień przywodziciel najmniejszy

Mięśnie przywodziciele najmniejsze

Mięsień przywodziciel najmniejszy (łac. musculus adductor minimus, musculus adductor quartus) – w anatomii człowieka mięsień należący do warstwy tylnej grupy przyśrodkowej mięśni uda, często ściśle połączony z mięśniem przywodzicielem wielkim i wtedy traktowany jako jego część, a nie osobny mięsień. Rozpoczyna się na powierzchni przedniej gałęzi dolnej kości łonowej  i biegnie do jednej trzeciej górnej części wargi przyśrodkowej kresy chropawej kości udowej. Unerwiony jest przez gałąź tylną nerwu zasłonowego.